# Telegonia
La Telegonia (en grec antic: Τηλεγόνεια, llatí: Telegonia) és un poema èpic de l'antiga Grècia, actualment perdut, que formava part de l'anomenat cicle troià. L'obra girava entorn de Telègon, fill d'Odisseu i Circe, el nom del qual ('nascut lluny') indica el seu naixement a Eea, lluny de la llar d'Odisseu, que era a Ítaca. La història de la Telegonia succeeix cronològicament després de l'Odissea i constitueix l'episodi final del cicle èpic.
A l'Antiguitat a vegades s'atribuïa el poema a Cinetó de Lacedemònia (segle viii aC), però una altra font afirmava que havia estat robada per Eugàmon de Cirene (segle vi aC) a Museu. El poema comprenia dos llibres en hexàmetres dactílics.

## Títol
A l'Antiguitat la Telegonia també podria havia rebut el nom del Tespròtida (en grec antic: Θεσπρωτίς), segons Pausànias (segle ii); alternativament, la Tespròtida podria haver estat un nom pel primer llibre de la Telegonia, que succeeix a Tespròcia. Es tractaria d'un títol per un episodi de l'obra, fet que era comú pels antics lectors de les èpiques Homèriques.
Una tercera possibilitat és que la Tespròtida fos una èpica completament separada. Finalment, una quarta possibilitat és que la Telegonia i la Tespròtida fossin dos poemes separats i compilats en una sola Telegonia. La major part dels investigadors actualment tendeixen a considerar aquestes dues possibilitats com a inversemblants o com a hipòtesis molt difícils de demostrar.

## Data
No es coneix amb certesa la data de composició de la Telegonia. Cirene, la ciutat nativa d'Eugàmmon, el suposat autor, va ser fundada el 631 aC; però els detalls narratius poden haver-hi existit previs a la versió d'Eugàmmon, potser fins i tot a la tradició oral. També hi ha la possibilitat que l'autor de l'Odissea coneixia com a mínim alguna versió de la història de la Telegonia (l'episodi tesproci i l'aparició inusual de Telègon a la Telegonia es podria haver basat en la profecia de Tirèsies al llibre XI de l'Odissea); però també és possible que a l'Odissea, el poeta utilitzés la història de Telègon com a base de la profecia de Tirèsias. El més probable és que l'obra fos escrita cap al segle vi aC.

## Contingut
La Telegonia comprèn dos episodis diferents: el viatge d'Odisseu a Tespròcia, i la història de Telègon. Probablement cadascun dels dos llibres de la Telegonia estaven relacionats amb un d'aquests episodis. En actuals edicions crítiques només sobreviuen dues línies del text original del poema. Per a conèixer la seva història depenem sobretot d'un resum del mite de Telègone mite a la Crestomatia de Procle El poema comença després dels esdeveniments que es descriuen a l'Odissea. Segons el resum de Procle, la Telegonia comença amb l'enterrament dels pretendents de Penèlope. Odisseu fa el sacrifici de les nimfes, i a continuació fa un viatge a l'Èlida, on visita una figura desconeguda, Polixen, que li dona una ceràmica que descriu la història de Trofoni. Odisseu retorna a Ítaca i llavors viatja a Tespròcia, presumiblement per fer els sacrificis ordenats per Tirèsias a l'Odissea (cant XI). Allà ell es casa amb la reina de Tespròcia, Cal·lídice, amb la qual té un fill, Polipetes. Odisseu lluita pels tesprocis en una guerra contra els seus veïns, els brigis, en la qual hi participen els déus: Ares ajudant a Odisseu i els tesprocis, que foren contraatacats per Atena; Apol·lo intervé entre els dos déus enfrontats. Cal·lídice és morta a la guerra, Polipetes obté la corona i Odisseu retorna a Ítaca.
Mentrestant, Odisseu s'assabenta que Circe, amb qui havia tingut un afer durant un any a l'Odissea (llibres X-XII), havia nascut el seu fill, Telègon ('nascut lluny'). Telègon creix amb Circe a l'illa d'Eea i, tal com li aconsella la deessa Atena, Circe li diu qui és el seu pare. En un detall inserit a l'epítom de la Biblioteca de Foci, li dona un poder sobrenatural perquè es pugui defensar d'un verí creat pel déu Hefest. Una tempesta envia Telègon a Ítaca sense que s'adoni on és. Com és costum entre els herois homèrics en terra forastera, practica la pirateria i roba el bestiar d'Odisseu. Odisseu torna per a defensar la seva propietat. Durant la següent lluita, Telègon mata Odisseu amb la seva arma verinosa, complint parcialment la profecia de Tirèsies al cant XI l'Odissea, en la qual es diu que Odisseu morirà fora de la mar (per exemple, pel verí). Després de la mort d'Odisseu, Telègon lamenta el seu error. Telègon, Penèlope i Telèmac, l'altre fill d'Odisseu, porten el cadàver del seu pare a Eea, on Odisseu és enterrat. Telègon es casa amb Penèlope, i Telèmac es casa amb Circe.

### Variants
Higí, narrador romà del segle i, difereix de Procle, i afegeix altres detalls. Primer, diu que tant Odisseu com Telèmac s'enfronten a Telègon en el combat. Finalment, Higí atribueix a Telègon un fill, que anomena Ítal, el fundador epònim d'Itàlia; i a Telèmac li atribueix un fill anomenat Llatí, nom que dona nom al Laci.
Nombrosos poetes llatins consideren que Telègon és el fundador de Preneste o Túsculum, ciutats llatines importants.

## La invenció de Dante
A La Divina Comèdia, dins del vuitè bolgia de l'infern, el Dant i la seva guia es troben a Ulisses entre els consellers falsos, i rep una versió diferent de la mort d'Ulisses de la mar, en un viatge de cinc mesos cap a les Columnes d'Hèrcules, que acabà en un banyera de bombolles que ofegava els mariners que s'aproximaven la muntanya de Purgatori. Dante no tenia cap font grega i només disposava de les fonts romanes de Dictus i Dares.
Hi ha moltes òperes basades en els mites d'Odisseu i, entre elles, n'hi ha una basada en Telègone, l'obra homònima de Carlo Luigi Grua (estrenada a Düsseldorf, 1697) en la qual hi destaca l'ària "Dia le mosse a miei contenti". Intervenció divina, una mort i casaments múltiples al final tot assortit amb les convencions d'òpera seria.

## Edicions
- Edicions a internet (traducció en anglès):
  - Fragments de Cicle d'Èpica completa traduït per H.G. Evelyn-Blanc, 1914; Projecte Gutenberg
  - Theoi Projecte — Apollodorus, Epitome
  - Theoi Projecte — Higí, Fabula 127
- Edicions impreses (en grec):
  - Un. Bernabé 1987, Poetarum epicorum Graecorum testimonia et fragmenta pt. 1 (Leipzig: Teubner)
  - M. Davies 1988, Epicorum Graecorum fragmenta (Göttingen: Vandenhoek & Ruprecht)
- Edicions impreses (en grec amb traducció anglesa):
  - M.L. De l'oest 2003, Fragments d'Èpica grega (@Cambridge, Massachusetts: Harvard Premsa Universitària) ISBN 0-674-99605-4